# Gérard van Bathem
Gérard van Bathem, ou Gérard van Battem (aussi Gerrit Battem et Gerard van Battum), est un peintre paysagiste hollandais du XVIIe siècle, né vers 1636 à Rotterdam - mort le 24 octobre 1684 dans la même ville.

## Biographie
Bathem est actif principalement à Rotterdam et pendant trois ans à Utrecht, mais un voyage sur le Rhin est une de ses sources d'inspiration.
Il aurait appris à peindre des paysages sous l'égide d'Abraham Furnerius, lui-même élève de Rembrandt.
Il représente des villes vues en perspective, des paysages de montagne avec des bergers ou des bandits de grand chemin. On lui doit aussi des paysages d'hiver. C'est un contemporain de Adam Elsheimer, mais son coup de pinceau est plus ample et plus accusé. On l'a également comparé à Jan Porcellis. Dans les années 1670 il peint des figures pour les paysages de Jacob van Ruisdael. Son medium favori est la gouache.
Les dessins qu'il a laissés sont de meilleure qualité que ses tableaux et sont assez cotés auprès des collectionneurs.

### Source
Cet article comprend des extraits du Dictionnaire Bouillet. Il est possible de supprimer cette indication, si le texte reflète le savoir actuel sur ce thème, si les sources sont citées, s'il satisfait aux exigences linguistiques actuelles et s'il ne contient pas de propos qui vont à l'encontre des règles de neutralité de Wikipédia.